# Janiszowice (Bobrowice)
Janiszowice (deutsch Jähnsdorf, sorbisch Jańšojce) ist ein Ort in der Gmina Bobrowice im Powiat Krośnieński in der Woiwodschaft Lebus in Polen.

## Geschichte
Der Ort wurde im 14. Jahrhundert erstmals erwähnt. Er gehörte zum Amt Crossen in der Neumark.
Mitte des 16. Jahrhunderts war die Kirchgemeinde noch vollständig sorbischsprachig. In dieser Gegend bis hin zur Oder bei Krossen wurde ein östlicher niedersorbischer Dialekt gesprochen. Der Sprachwandel hin zum Deutschen war hier jedoch spätestens Mitte des 18. Jahrhunderts abgeschlossen.
Seit 1816 gehörte Jähnsdorf zum Kreis Crossen in der Provinz Brandenburg.
Seit 1945 gehört er zu Polen.

### Einwohner
- 1840 286
- 1852 329
- 1933 329[2]
- 1939 332

- 2007 156

## Sehenswürdigkeiten
- Kirche, Feldsteinbau aus dem 15. Jahrhundert mit Turm von Karl Friedrich Schinkel, 1832[3]

## Persönlichkeiten
- Johann Ernst Blühdorn (1767–1842), evangelischer Pfarrer, Superintendent und Konsistorialrat in Zerbst[4]
- Herbert Zerna (1905–1955) – niedersorbischer Theologe, Heimatforscher und Regisseur; 1937–45 Pfarrer in Jähnsdorf